# أحلام اليقظة المفرطة
أحلام اليقظة المفرطة أو المبالغ بها (بالإنجليزية:Maladaptive daydreaming) مفهوم نفسي وضع لأول مرة من قبل إلي زومر [الإنجليزية] لوصف نشاط التخيل الواسع الذي يحل محل التفاعل البشري أو يتداخل مع المستوي الدراسي أو العلاقات الشخصية أو الجانب المهني. قد يكون مرتبطا بالإهمال العاطفي في مرحلة الطفولة أو سوء المعاملة الذي يشجع الضحايا على الانفصال من عالمهم المخيف ومن كيانهم المادي.

## الأسباب المؤدية
الأسباب المؤدية للانغماس في أحلام اليقظة المفرطة تتضمن التعامل مع التوتر والألم عن طريق الهروب إلى عالم خيالي يكون الشخص الذي يتمناه ويكون الشخص المسيطر ويشعر بالرفقة، الألفة، والهدوء.

## الأعراض
بالرغم من وجود الكثير من الأعراض المحددة لأحلام اليقظة المفرطة، إلا أنه ليس من الضرورة أن يعاني الشخص المصاب بهذا المرض من كل هذه الأعراض. 
في كثير من الأحيان هؤلاء الأشخاص يكون لديهم -محفزات- التي تطلق أحلام اليقظة الخاصة بهم. المحفزات الشائعة هي الكتب، الأفلام، الموسيقى، و حتى ركوب السيارة. وقد يكون لديهم صعوبة في النهوض من الفراش أو الذهاب للنوم، وذلك لرغبتهم باستمرار في أحلام اليقظة. وفي كثير من الأحيان يظهرون انغماسهم في تلك الأحلام من دون وعي من خلال الهمس، أو التحدث، أو تعبيرات الوجه أو يقومون بنوعاً ما من الحركات المتكررة خلال انغماسهم في أحلام اليقظة.
قد يقضون بكل بساطة ساعات في الانغماس في أحلام اليقظة. غالبا ما تكون الأوهام مفصلة داخل عقولهم، وفي كثير من الأحيان تكون مماثلة لرواية كاملة أو فيلم. الكثير منهم لديهم أكثر من عالم خيالي واحد في أذهانهم، كل واحدة من تلك الأحلام لديها الشخصيات والأماكن والحبكة الخاصة بها. قد يتعلقون عاطفيا بشخصيات تلك الأحلام، على الرغم من أنهم يعرفون أن هؤلاء الشخصيات وهذا العالم ليس حقيقة  وهذا الفرق بينه وبين شخصاً يعاني من الفصام . 

## المواضيع المتكررة
المواضيع المتكررة قد تتضمن:
- الذات المثالية
- عنف
- القوة والتحكم
- أسر
- الإنقاذ والهروب
- الاستثارة الجنسية

## التغطية الاعلامية
وعلى الرغم من أنه ليس اضطراب أو مرض نفسي معترف به رسمياً، إلا أنه قد تلقي بعض الاهتمام من وسائل الإعلام.